# Korona Ziemi

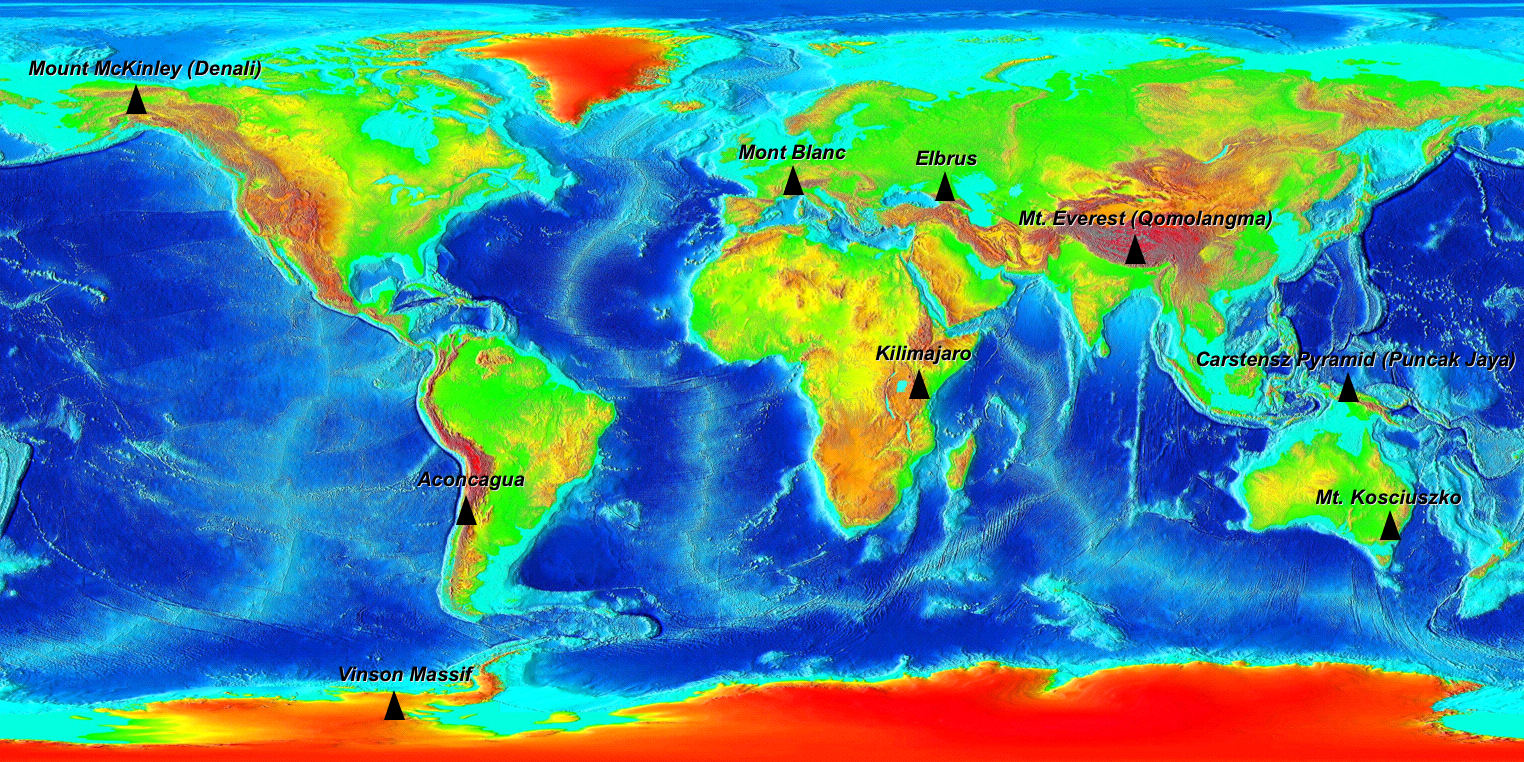
Korona Ziemi

Korona Ziemi (ang. Seven Summits) – najwyższe szczyty poszczególnych części świata. A także w tym samym kontekście to:
- książka pod tym samym tytułem autorstwa Dicka Bassa,
- lista najwyższych szczytów w każdej części świata podana w książce,
- podobna lista zaproponowana przez Reinholda Messnera.

Drugie co do wysokości szczyty danych części świata są określane mianem Koronki Ziemi.

## Lista szczytów
- Azja: Mount Everest (8848 m n.p.m.)
- Ameryka Południowa: Aconcagua (6961 m n.p.m.)
- Ameryka Północna: McKinley (Denali) (6190 m n.p.m.)
- Afryka: Kilimandżaro (5895 m n.p.m.)
- Europa[1]:
  - (według Messnera, Bassa i środowiska wspinaczkowego) Elbrus (5642 m n.p.m.)
  - (według niektórych naukowców) Mont Blanc (4810 m n.p.m.)
- Australia lub Australia i Oceania:
  - (według Bassa) Australia: Góra Kościuszki (2230 m n.p.m.)
  - (według Messnera) Australia i Oceania: Puncak Jaya (4884 m n.p.m.)
- Antarktyda: Masyw Vinsona (4892 m n.p.m.)

## Historia
Richard Bass, amerykański biznesmen i miłośnik gór, wyznaczył sobie cel zdobycia najwyższych szczytów Ziemi w każdej z części świata. W jego wersji były to: Ameryka Północna, Ameryka Południowa, Europa, Azja, Afryka, Antarktyda i Australia. Wynajął profesjonalnych alpinistów, by pomogli mu zdobyć Mount Everest, najtrudniejszy z jego siódemki. Zdobył ten szczyt jako ostatni 30 kwietnia 1985, następnie współtworzył książkę opisującą całe przedsięwzięcie.
Znany alpinista Reinhold Messner podał w wątpliwość wybór Australii i dokonał zmiany w liście Bassa, zastępując Australię Australią i Oceanią. Pat Morrow jako pierwszy, a następnie sam Messner, sprostali temu wyzwaniu, obaj w 1986.
Kolejne wersje Korony powstały poprzez zaliczenie jako szczytu europejskiego Elbrusa zamiast Mont Blanc. Zatem wersji Korony Ziemi jest obecnie aż 4 (lub jedna, ale obejmująca je wszystkie - to znaczy: ze zmianami i wielu alpinistów decyduje się na zdobycie dziewięciu szczytów).

## Kontrowersje

### Czy Elbrus powinien reprezentować Europę?
Poza problemem wyboru szczytu na południowy wschód od kontynentu azjatyckiego, toczy się spór o obecność Elbrusa na liście jako najwyższego w Europie. Kaukaz ma więcej wspólnego z innymi azjatyckimi pasmami górskimi niż z europejskimi – encyklopedie geograficzne zaliczają go do Azji. Żadna lista bez Elbrusa nie zdobyła jednak aprobaty wśród entuzjastów wspinaczki.
Więcej o przebiegu granicy między Europą i Azją w haśle: granica Europa-Azja.

## Zdobywcy Korony Ziemi

### Pierwsi zdobywcy
1. Richard Bass (USA) – 1985
2. Gerry Roach (USA) – 1985
3. Pat Morrow (Kanada) – 1986
4. Gerhard Schmatz (Niemcy) – 1986
5. Reinhold Messner (Włochy) – 1986
6. Oswald Oelz (Austria/Szwajcaria) – 1989
7. Phil Ershler (USA) – 1989
8. Geoff Tabin (USA) – 1990
9. Rob Hall (Nowa Zelandia) – 1990
10. Gary Ball (Nowa Zelandia) – 1990

### Polscy zdobywcy
26 Polaków zdobyło Koronę Ziemi, wszyscy jednak ze wspomaganiem tlenem z butli (stan na dzień 27 grudnia 2019):
- Leszek Cichy (28 października 1999), jako 57. w historii
- Anna Czerwińska (22 maja 2000), jako 66. w historii
- Urszula Tokarska (2 czerwca 2005)[2], w wersji Bassa
- Tomasz Kobielski, Janusz Adamski i Bogusław Ogrodnik (18 stycznia 2008)[3]
- Robert Piotr Rozmus (18 stycznia 2009)[3]
- Jarosław Hawrylewicz (2 listopada 2009)[4], w wersji Bassa
- Martyna Wojciechowska (22 stycznia 2010)[5]
- Anna Lichota (23 maja 2010)[6]
- Marian Hudek (24 maja 2010)[7]
- Roman Dzida (4 stycznia 2011)[8]
- Ireneusz Szpot (20 maja 2011)[9]
- Małgorzata Pierz-Pękala i Daniel Mizera (27 grudnia 2011) (pierwszy w historii duet matki z synem)[potrzebny przypis]
- Agnieszka Kiela-Pałys (4 stycznia 2013)[10]
- Izabela Smołokowska (24 sierpnia 2013) (9 szczytów)[potrzebny przypis]
- Bartłomiej Wróblewski (25 maja 2014)[11].
- Zygmunt Berdychowski (4 lipca 2015)[12]
- Monika Witkowska (29 grudnia 2015) (9 szczytów)[13].
- Barbara Górska (19 maja 2016)[14][3][15][16][17][18][19][20].
- Janusz Kochański (6 grudnia 2016) (9 szczytów)[21]
- Janusz Kochański (20 maja 2017) (Rekord w szybkości skompletowania korony – 126 dni [od 14 stycznia do 20 maja])[22]
- Mariusz Szczuraszek (21 maja 2017) (9 szczytów)
- Szczepan Brzeski (17 maja 2018) (9 szczytów)[23]
- Bogumiła Raulin (22 maja 2018) (9 szczytów)[24]
- Łukasz Łagożny (27 grudnia 2019) (9 szczytów)[25]
- Grażyna Machnik (2019) (7 szczytów + oba bieguny) (13 stycznia 2019[26]) jako pierwsza Polka, która zdobyła Wielki Szlem Zdobywców[27]
- Jakub “Patec” Patecki (2025)

## Ciekawostki
- Spośród wszystkich zdobywców Korony Ziemi, zdobyciem jej bez wspomagania tlenem z butli może się poszczycić znikomy procent zdobywców. Pierwszym, który zdobył Koronę bez wspomagania tlenem z butli był Reinhold Messner[28].
- 24 grudnia 2011 roku 15-latek Jordan Romero stanął na Mount Vinson, najwyższym szczycie Antarktydy. Był to ostatni wierzchołek Amerykanina w drodze do Korony Ziemi. Dokonując tego wyczynu, Jordan Romero stał się najmłodszym alpinistą, który zdobył najwyższe szczyty wszystkich kontynentów[29][30].
- Pierwszą kobietą, która skompletowała całą listę szczytów, była Japonka Junko Tabei (1992).
- Jedynym Polakiem, który dwukrotnie skompletował Koronę Ziemi, jest Tomasz Kobielski. Projekt zdobycia Korony Ziemi po raz drugi ukończył 20 października 2024 roku, wspinając się na Jaya, ponad 16 lat po ukończeniu wyzwania po raz pierwszy[31].

## Literatura
- Richard Bass, Frank Wells, Rick Ridgeway, Seven Summits (Warner Books, 1986) ISBN 0-446-51312-1.
- Anna Czerwińska, Korona Ziemi (Prószyński i S-ka, 2000) ISBN 83-7255-710-1.